# Rare (album Seleny Gomez)
Rare – trzeci album studyjny amerykańskiej piosenkarki Seleny Gomez. Wydawnictwo ukazało się 10 stycznia 2020 roku nakładem wytwórni muzycznej Interscope Records. 23 października 2019 roku światło dzienne ujrzał główny singel promujący materiał, „Lose You To Love Me”. Stał się on pierwszym utworem Gomez, który dotarł na szczyt listy Billboard Hot 100. Dzień później jako drugi singel wydano „Look At Her Now”. Piosenkarka przyznała za pośrednictwem aplikacji Instagram, że jest to najbardziej szczery album, jaki kiedykolwiek stworzyła.

## Motywy
W wywiadzie dla serwisu Apple Music skupiającym się na albumie, Gomez wyjaśniła, że niewydane kompozycje są tam, gdzie jest obecnie, a także o ustabilizowanym położeniu utworu na jego liście.
W trakcie rozmowy wraz z Ryanem Seacrestem artystka ujawniła, że „miała ona milion pomysłów, a to po prostu będzie fajniejsze, silniejsze i lepsze”, natomiast Jimmy’emu Fallonowi o eksperymentach z innymi instrumentami, w tym gitarą elektryczną, o „zmyśle silnej muzyki pop”, która znajdzie się na płycie oraz „potrzebie czterech lat, aby nawet poczuć się z nią w lepszym miejscu”.

## Listy końcowo-roczne
Album Rare pojawiał się na liście najlepszych albumów na koniec roku. Upprox umieścił go na 30 miejscu najlepszych albumów 2020, natomiast Rolling Stone na 24. W publikacji wymieniono również „Cut You Off”, jako 19. najlepszą piosenkę roku 2020. Billboard umieścił utwór tytułowy jako jeden z najlepszych utworów popowych 2020 roku.
| Publikacja    | Lista                              | Pozycja | Źródło |
| ------------- | ---------------------------------- | ------- | ------ |
| AllMusic      | Favorite Pop Albums of 2020        | N/A     | [ 24 ] |
| Billboard     | The 50 Best Albums of 2020         | 22      | [ 25 ] |
| Billboard     | The 25 Best Pop Albums of 2020     | N/A     | [ 26 ] |
| The Guardian  | The 50 Best Albums of 2020         | 45      | [ 27 ] |
| The Guardian  | Alim Kheraj's Best Albums of 2020  | N/A     | [ 28 ] |
| The Guardian  | Kate Solomon’s Best Albums of 2020 | N/A     | [ 28 ] |
| Metro         | The Best Albums of 2020            | N/A     | [ 29 ] |
| NYLON         | Top Albums of 2020                 | N/A     | [ 30 ] |
| People        | The Best Albums of 2020            | 5       | [ 31 ] |
| PopSugar      | Best Albums of 2020                | 33      | [ 32 ] |
| Rolling Stone | The 50 Best Albums of 2020         | 24      | [ 33 ] |
| Uproxx        | The Best Albums of 2020            | 30      | [ 34 ] |
| Uproxx        | The Best Pop Albums of 2020        | 7       | [ 35 ] |

## Wyróżnienia
| Rok  | Organizacja      | Nagroda           | Wynik     | Przypisy |
| ---- | ---------------- | ----------------- | --------- | -------- |
| 2020 | BreakTudo Awards | Album of the Year | Nominacja | [ 36 ]   |
| 2020 | UMI Yearlies     | Album of the Year | Wygrana   | [ 37 ]   |

## Lista utworów
Opracowano na podstawie materiału źródłowego
| Rare (Edycja standardowa) | Rare (Edycja standardowa)              | Rare (Edycja standardowa)                                                     | Rare (Edycja standardowa)                                         | Rare (Edycja standardowa) |
| Nr                        | Tytuł utworu                           | Autorzy                                                                       | Produkcja                                                         | Długość                   |
| ------------------------- | -------------------------------------- | ----------------------------------------------------------------------------- | ----------------------------------------------------------------- | ------------------------- |
| 1.                        | „Rare”                                 | Selena Gomez, Madison Love, Brett McLaughlin, Nolan Lambroza, Simon Rosen     | Sir Nolan, Simon Says                                             | 3:40                      |
| 2.                        | „Dance Again”                          | Gomez, Caroline Ailin, Mattias Larsson, Robin Fredriksson, Justin Tranter     | Mattman & Robin, Bart Schoudel                                    | 2:50                      |
| 3.                        | „Look At Her Now”                      | Gomez, Ian Kirkpatrick, Julia Michaels, Justin Tranter                        | Ian Kirkpatrick                                                   | 2:42                      |
| 4.                        | „Lose You To Love Me”                  | Gomez, Michaels, Tranter                                                      | Mattman & Robin, Finneas O’Connell                                | 3:26                      |
| 5.                        | „Ring”                                 | Gomez, Sean Douglas, Julie Frost, Breyan Isaac, David Ciente, Lambroza        | Sir Nolan, Douglas, Johan Lenox, Simon Says, Schoudel             | 2:28                      |
| 6.                        | „Vulnerable”                           | Gomez, Stefan Johnson, Amy Allen, Jonathan Bellion, Jordan K. Johnson         | The Monsters and the Strangerz, Jon Bellion, Schoudel, Gian Stone | 3:12                      |
| 7.                        | „People You Know”                      | Gomez, Jason Evigan, Alex Hope, Steph Jones, Mathieu Jomphe Lépine, lil aaron | Evigan, Billboard, Alex Hope, Schoudel                            | 3:14                      |
| 8.                        | „Let Me Get Me”                        | Gomez, Ailin, Larsson, Fredriksson, Tranter                                   | Mattman & Robin, Schoudel                                         | 3:09                      |
| 9.                        | „Crowded Room” (gościnnie 6lack)       | Gomez, Bleta Rexha, Lambroza, Simon Wilcox                                    | Sir Nolan, Simon Says, Ben Rice                                   | 3:06                      |
| 10.                       | „Kinda Crazy”                          | Gomez, Albin Nedler, Kristoffer Fogelmark, Rami Yacoub, Jasmine Thompson      | Yacoub, BONN, Nedler, Rice, Schoudel                              | 3:32                      |
| 11.                       | „Fun”                                  | Gomez, Raul Cubina, Mark Williams, Michaels, Scott Harris                     | Ojivolta, Schoudel                                                | 3:09                      |
| 12.                       | „Cut You Off”                          | Gomez, David Pramik, Liza Owen, Chloe Angelides                               | Pramik, Rice                                                      | 3:02                      |
| 13.                       | „A Sweeter Place” (gościnnie Kid Cudi) | Gomez, Cudi, Kirkpatrick, Love, Uzoechi Emenike                               | Cudi, Kirkpatrick, Mike Dean, Plain Pat, Dot da Genius            | 4:23                      |
|                           |                                        |                                                                               |                                                                   | 41:53                     |

| Rare (Edycja Target) | Rare (Edycja Target)                   | Rare (Edycja Target)                                                                                       | Rare (Edycja Target)                                              | Rare (Edycja Target) |
| Nr                   | Tytuł utworu                           | Autorzy | Produkcja                                                         | Długość              |
| -------------------- | -------------------------------------- | --- | ----------------------------------------------------------------- | -------------------- |
| 1.                   | „Rare”                                 | Gomez, Madison Love, Brett McLaughlin, Nolan Lambroza, Simon Rosen                                         | Sir Nolan, Simon Says                                             | 3:40                 |
| 2.                   | „Dance Again”                          | Gomez, Caroline Ailin, Mattias Larsson, Robin Fredriksson, Justin Tranter                                  | Mattman & Robin, Bart Schoudel                                    | 2:50                 |
| 3.                   | „Look At Her Now”                      | Gomez, Ian Kirkpatrick, Julia Michaels, Justin Tranter                                                     | Ian Kirkpatrick                                                   | 2:42                 |
| 4.                   | „Lose You To Love Me”                  | Gomez, Michaels, Tranter                                                                                   | Mattman & Robin, Finneas O’Connell                                | 3:26                 |
| 5.                   | „Ring”                                 | Gomez, Sean Douglas, Julie Frost, Breyan Isaac, David Ciente, Lambroza                                     | Sir Nolan, Douglas, Johan Lenox, Simon Says, Schoudel             | 2:28                 |
| 6.                   | „Vulnerable”                           | Gomez, Stefan Johnson, Amy Allen, Jonathan Bellion, Jordan K. Johnson                                      | The Monsters and the Strangerz, Jon Bellion, Schoudel, Gian Stone | 3:12                 |
| 7.                   | „People You Know”                      | Gomez, Jason Evigan, Alex Hope, Steph Jones, Mathieu Jomphe Lépine, lil aaron                              | Evigan, Billboard, Alex Hope, Schoudel                            | 3:14                 |
| 8.                   | „Let Me Get Me”                        | Gomez, Ailin, Larsson, Fredriksson, Tranter                                                                | Mattman & Robin, Schoudel                                         | 3:09                 |
| 9.                   | „Crowded Room” (gościnnie 6lack)       | Gomez, Bleta Rexha, Lambroza, Simon Wilcox                                                                 | Sir Nolan, Simon Says, Ben Rice                                   | 3:06                 |
| 10.                  | „Kinda Crazy”                          | Gomez, Albin Nedler, Kristoffer Fogelmark, Rami Yacoub, Jasmine Thompson                                   | Yacoub, BONN, Nedler, Rice, Schoudel                              | 3:32                 |
| 11.                  | „Fun”                                  | Gomez, Raul Cubina, Mark Williams, Michaels, Scott Harris                                                  | Ojivolta, Schoudel                                                | 3:09                 |
| 12.                  | „Cut You Off”                          | Gomez, David Pramik, Liza Owen, Chloe Angelides                                                            | Pramik, Rice                                                      | 3:02                 |
| 13.                  | „A Sweeter Place” (gościnnie Kid Cudi) | Gomez, Cudi, Kirkpatrick, Love, Uzoechi Emenike                                                            | Cudi, Kirkpatrick, Mike Dean, Plain Pat, Dot da Genius            | 4:23                 |
| 14.                  | „Bad Liar”                             | Gomez, Michaels, Tranter, Kirkpatrick, David Byrne, Chris Frantz, Tina Weymouth                            | Kirkpatrick, Rice                                                 | 3:34                 |
| 15.                  | „Fetish” (gościnnie Gucci Mane)        | Alex Schwartz, Joe Khajadourian, Jonas Jeberg, Angelides, McLaughlin, Gino Barletta,Radric Delantic, Gomez | Jeberg, The Futuristics                                           | 3:06                 |
| 16.                  | „It Ain’t Me” (gościnnie Kygo)         | Kygo, Brian Lee, Ali Tamposi, Gomez, Andrew Watt                                                           | Kygo, Watt                                                        | 3:40                 |
| 17.                  | „Back To You”                          | Parrish Warrington, Diederik Van Elsas, Allen, Micah Premnath, Gomez                                       | Kirkpatrick, Trackside, Rice                                      | 3:30                 |
| 18.                  | „Wolves” (gościnnie Marshmello)        | Gomez, Marshmello, Tamposi, Watt, Lee, Louis Bell                                                          | Marshmello, Watt                                                  | 3:17                 |
|                      |                                        | |                                                                   | 59:00                |

| Rare (Edycja streamingowa oraz winylowa) | Rare (Edycja streamingowa oraz winylowa) | Rare (Edycja streamingowa oraz winylowa)                                                           | Rare (Edycja streamingowa oraz winylowa)                          | Rare (Edycja streamingowa oraz winylowa) |
| Nr                                       | Tytuł utworu                             | Autorzy                                                                                            | Produkcja                                                         | Długość                                  |
| ---------------------------------------- | ---------------------------------------- | -------------------------------------------------------------------------------------------------- | ----------------------------------------------------------------- | ---------------------------------------- |
| 1.                                       | „Rare”                                   | Gomez, Madison Love, Brett McLaughlin, Nolan Lambroza, Simon Rosen                                 | Sir Nolan, Simon Says                                             | 3:40                                     |
| 2.                                       | „Dance Again”                            | Gomez, Caroline Ailin, Mattias Larsson, Robin Fredriksson, Justin Tranter                          | Mattman & Robin, Bart Schoudel                                    | 2:50                                     |
| 3.                                       | „Look At Her Now”                        | Gomez, Ian Kirkpatrick, Julia Michaels, Justin Tranter                                             | Ian Kirkpatrick                                                   | 2:42                                     |
| 4.                                       | „Lose You To Love Me”                    | Gomez, Michaels, Tranter                                                                           | Mattman & Robin, Finneas O’Connell                                | 3:26                                     |
| 5.                                       | „Ring”                                   | Gomez, Sean Douglas, Julie Frost, Breyan Isaac, David Ciente, Lambroza                             | Sir Nolan, Douglas, Johan Lenox, Simon Says, Schoudel             | 2:28                                     |
| 6.                                       | „Vulnerable”                             | Gomez, Stefan Johnson, Amy Allen, Jonathan Bellion, Jordan K. Johnson                              | The Monsters and the Strangerz, Jon Bellion, Schoudel, Gian Stone | 3:12                                     |
| 7.                                       | „People You Know”                        | Gomez, Jason Evigan, Alex Hope, Steph Jones, Mathieu Jomphe Lépine, lil aaron                      | Evigan, Billboard, Alex Hope, Schoudel                            | 3:14                                     |
| 8.                                       | „Let Me Get Me”                          | Gomez, Ailin, Larsson, Fredriksson, Tranter                                                        | Mattman & Robin, Schoudel                                         | 3:09                                     |
| 9.                                       | „Crowded Room” (gościnnie 6lack)         | Gomez, Bleta Rexha, Lambroza, Simon Wilcox                                                         | Sir Nolan, Simon Says, Ben Rice                                   | 3:06                                     |
| 10.                                      | „Kinda Crazy”                            | Gomez, Albin Nedler, Kristoffer Fogelmark, Rami Yacoub, Jasmine Thompson                           | Yacoub, BONN, Nedler, Rice, Schoudel                              | 3:32                                     |
| 11.                                      | „Fun”                                    | Gomez, Raul Cubina, Mark Williams, Michaels, Scott Harris                                          | Ojivolta, Schoudel                                                | 3:09                                     |
| 12.                                      | „Cut You Off”                            | Gomez, David Pramik, Liza Owen, Chloe Angelides                                                    | Pramik, Rice                                                      | 3:02                                     |
| 13.                                      | „A Sweeter Place” (gościnnie Kid Cudi)   | Gomez, Cudi, Kirkpatrick, Love, Uzoechi Emenike                                                    | Cudi, Kirkpatrick, Mike Dean, Plain Pat, Dot da Genius            | 4:23                                     |
| 14.                                      | „Feel Me”                                | Gomez, Jacob Kasher, Ammar Malik, Ross Golan, Phil Shaouy, Lisa Scinta, Kurtis McKenzie, Jon Mills | Phil Phever, McKenzie, Mills                                      | 3:46                                     |
|                                          |                                          | |                                                                   | 45:39                                    |

| Rare (Edycja deluxe) | Rare (Edycja deluxe)                   | Rare (Edycja deluxe)                                                                               | Rare (Edycja deluxe)                                              | Rare (Edycja deluxe) |
| Nr                   | Tytuł utworu                           | Autorzy                                                                                            | Produkcja                                                         | Długość              |
| -------------------- | -------------------------------------- | -------------------------------------------------------------------------------------------------- | ----------------------------------------------------------------- | -------------------- |
| 1.                   | „Boyfriend”                            | Gomez, Michaels, Jon Wienner, Tranter, Sam Homaee                                                  | The Roommates, Schoudel                                           | 2:41                 |
| 2.                   | „Lose You To Love Me”                  | Gomez, Michaels, Tranter                                                                           | Mattman & Robin, Finneas O’Connell                                | 3:26                 |
| 3.                   | „Rare”                                 | Gomez, Madison Love, Brett McLaughlin, Nolan Lambroza, Simon Rosen                                 | Sir Nolan, Simon Says                                             | 3:40                 |
| 4.                   | „Souvenir”                             | Gomez, Kirkpatrick, Love, Douglas                                                                  | Kirkpatrick, Rice                                                 | 2:41                 |
| 5.                   | „Look At Her Now”                      | Gomez, Ian Kirkpatrick, Julia Michaels, Justin Tranter                                             | Ian Kirkpatrick                                                   | 2:42                 |
| 6.                   | „She”                                  | Gomez, Tranter, Wienner, Homaee, Emenike                                                           | The Roommates                                                     | 2:52                 |
| 7.                   | „Crowded Room” (gościnnie 6lack)       | Gomez, Bleta Rexha, Lambroza, Simon Wilcox                                                         | Sir Nolan, Simon Says, Ben Rice                                   | 3:06                 |
| 8.                   | „Vulnerable”                           | Gomez, Stefan Johnson, Amy Allen, Jonathan Bellion, Jordan K. Johnson                              | The Monsters and the Strangerz, Jon Bellion, Schoudel, Gian Stone | 3:12                 |
| 9.                   | „Dance Again”                          | Gomez, Caroline Ailin, Mattias Larsson, Robin Fredriksson, Justin Tranter                          | Mattman & Robin, Bart Schoudel                                    | 2:50                 |
| 10.                  | „Ring”                                 | Gomez, Sean Douglas, Julie Frost, Breyan Isaac, David Ciente, Lambroza                             | Sir Nolan, Douglas, Johan Lenox, Simon Says, Schoudel             | 2:28                 |
| 11.                  | „A Sweeter Place” (gościnnie Kid Cudi) | Gomez, Cudi, Kirkpatrick, Love, Uzoechi Emenike                                                    | Cudi, Kirkpatrick, Mike Dean, Plain Pat, Dot da Genius            | 4:23                 |
| 12.                  | „People You Know”                      | Gomez, Jason Evigan, Alex Hope, Steph Jones, Mathieu Jomphe Lépine, lil aaron                      | Evigan, Billboard, Alex Hope, Schoudel                            | 3:14                 |
| 13.                  | „Cut You Off”                          | Gomez, David Pramik, Liza Owen, Chloe Angelides                                                    | Pramik, Rice                                                      | 3:02                 |
| 14.                  | „Let Me Get Me”                        | Gomez, Ailin, Larsson, Fredriksson, Tranter                                                        | Mattman & Robin, Schoudel                                         | 3:09                 |
| 15.                  | „Kinda Crazy”                          | Gomez, Albin Nedler, Kristoffer Fogelmark, Rami Yacoub, Jasmine Thompson                           | Yacoub, BONN, Nedler, Rice, Schoudel                              | 3:32                 |
| 16.                  | „Fun”                                  | Gomez, Raul Cubina, Mark Williams, Michaels, Scott Harris                                          | Ojivolta, Schoudel                                                | 3:09                 |
| 17.                  | „Feel Me”                              | Gomez, Jacob Kasher, Ammar Malik, Ross Golan, Phil Shaouy, Lisa Scinta, Kurtis McKenzie, Jon Mills | Phil Phever, McKenzie, Mills                                      | 3:46                 |
|                      |                                        | |                                                                   | 53:53                |

## Notowania i certyfikaty

### Notowania tygodniowe
| Lista przebojów (2020)              | Najwyższa pozycja |
| ----------------------------------- | ----------------- |
| Argentyna (CAPIF)                   | 1                 |
| Australia (ARIA Charts)             | 1                 |
| Austria (Ö3 Austria Top 40)         | 3                 |
| Belgia (Ultratop Flandria)          | 1                 |
| Belgia (Ultratop Walonia)           | 3                 |
| Czechy (ČNS IFPI)                   | 2                 |
| Dania (Album Top-40)                | 5                 |
| Estonia (Eesti Ekspress)            | 1                 |
| Finlandia (Suomen virallinen lista) | 5                 |
| Francja (SNEP)                      | 6                 |
| Grecja (IFPI)                       | 3                 |
| Hiszpania (PROMUSICAE)              | 3                 |
| Holandia (MegaCharts)               | 2                 |
| Irlandia (IRMA)                     | 4                 |
| Japonia (Billboard)                 | 30                |
| Japonia (Oricon)                    | 20                |
| Kanada (Billboard Canadian Albums)  | 1                 |
| Litwa (AGATA)                       | 1                 |
| Meksyk (AMPROFON)                   | 1                 |
| Niemcy (Media Control Charts)       | 3                 |
| Norwegia (VG-lista)                 | 1                 |
| Nowa Zelandia (Recorded Music NZ)   | 2                 |
| Polska (OLiS)                       | 3                 |
| Portugalia (AFP)                    | 1                 |
| Słowacja (ČNS IFPI)                 | 2                 |
| Stany Zjednoczone (Billboard 200)   | 1                 |
| Szkocja (OCC)                       | 1                 |
| Szwajcaria (Alben Top 100)          | 3                 |
| Szwecja (Sverigetopplistan)         | 7                 |
| Węgry (MAHASZ)                      | 28                |
| Wielka Brytania (OCC)               | 2                 |
| Włochy (FIMI)                       | 6                 |

| Notowanie (2020)                  | Najwyższa pozycja |
| --------------------------------- | ----------------- |
| Belgia (Ultratop Flanders)        | 60                |
| Belgia (Ultratop Wallonia)        | 128               |
| Holandia (Album Top 100)          | 70                |
| Irlandia (IRMA)                   | 36                |
| Stany Zjednoczone (Billboard 200) | 101               |
| Stany Zjednoczone (Rolling Stone) | 62                |
| Wielka Brytania (OCC)             | 55                |

| Kraj                     | Certyfikat      | Sprzedaż |
| ------------------------ | --------------- | -------- |
| Norwegia (IFPI)          | złota płyta     | 10 000+  |
| Polska (ZPAV)            | platynowa płyta | 20 000+  |
| Stany Zjednoczone (RIAA) |                 | 703 000  |
| Wielka Brytania (BPI)    | srebrna płyta   | 60 000+  |

## Historia wydania
| Obszar            | Data             | Wersja          | Format                                   | Wytwórnia  | Przypisy |
| ----------------- | ---------------- | --------------- | ---------------------------------------- | ---------- | -------- |
| Cały świat        | 10 stycznia 2020 | Standardowa     | CD, digital download, media strumieniowe | Interscope | [ 84 ]   |
| Stany Zjednoczone | 10 stycznia 2020 | Target/Japońska | CD                                       | Interscope | [ 39 ]   |
| Japonia           | 22 stycznia 2020 | Target/Japońska | CD, CD+DVD                               | Universal  | [ 85 ]   |
| Cały świat        | 21 lutego 2020   | Streamingowa    | Winyl                                    | Interscope | [ 86 ]   |
| Cały świat        | 28 lutego 2020   | Streamingowa    | digital download, media strumieniowe     | Interscope | [ 40 ]   |
| Cały świat        | 9 kwietnia 2020  | Deluxe          | CD, digital download, media strumieniowe | Interscope | [ 87 ]   |
| Japonia           | 22 lipca 2020    | Specjalna       | CD+DVD                                   | Universal  | [ 88 ]   |